# Knipowitschia milleri
Knipowitschia milleri – gatunek małej ryby z rodziny babkowatych (Gobiidae), występujący endemicznie w rzece Arechon w Grecji. Preferuje bardzo wolno płynące, czyste wody słodkie lub lekko słonawe, o bujnej roślinności i piaszczystym lub mulistym dnie. Długość standardowa (SL) największego odnotowanego osobnika wynosiła 2,6 cm. Jego wiek oszacowano natomiast na 2 lata.
Ikrę składa od lutego do marca. Żywi się larwami ochotkowatych i małymi skorupiakami.
Gatunek jest krytycznie zagrożony z powodu osuszania oraz zanieczyszczania śmieciami jego siedlisk.